# Santa Bárbara do Tugúrio
Santa Bárbara do Tugúrio est une municipalité brésilienne de l'État du Minas Gerais et la microrégion de Barbacena.